# Quinta do Ferraz
A Quinta do Ferraz, também conhecida como Quinta de Guichard, é um complexo agrícola e histórico situado junto à povoação de Arnelas, na antiga freguesia de Olival, posteriormente integrada na freguesia de Sandim, Olival, Lever e Crestuma, no Município de Vila Nova de Gaia, em Portugal.

## Descrição
A Quinta do Ferraz localiza-se junto à povoação de Arnelas, a cerca de 16,4 Km da foz do Rio Douro. Tem acesso pela Avenida de Arnelas. Faz limite com as Quintas do Cadeado e do Casalinho. Ocupa uma área aproximada de oito hectares, estando dividida em duas zonas, uma a Norte que é ocupada por terrenos cultivados em socalcos, enquanto que a Sul e Oeste situa-se uma grande mancha florestal, que é a continuação da Quinta do Casalinho. O conjunto dos terrenos em socalco, pertencendo às Quinta do Ferraz como do Cadeado, forma um enquadramento paisagístico que faz parte da imagem de marca da povoação de Arnelas.
Em 1986, o Gabinete de História e Arqueologia do município de Vila Nova de Gaia fez uma proposta ao Instituto Português do Património Cultural, no sentido de classificar a localidade em si de Arnelas, em conjunto com vários imóveis em seu redor, como a Quinta do Ferraz, como Imóveis de Interesse Público. O processo foi enviado para a Direcção Regional do Porto do IPPC em 1992, mas não chegou a ter seguimento. No regulamento do Plano Director Municipal da Câmara Municipal de Gaia, publicado em Julho de 2009, a Quinta do Ferraz surge como elementos com nível de protecção integral.